# Il giuramento del Grütli
Il giuramento del Grütli o Il giuramento dei tre confederati sul Rütli (in tedesco svizzero: Die drei Eidgenossen beim Schwur auf dem Rütli, "I tre confederati prestano giuramento sul Grütli") è un dipinto dell'artista svizzero Johann Heinrich Füssli, realizzato tra il 1779 e il 1781. Commissionata dalla città di Zurigo, l'opera oggi è conservata nella sua Kunsthaus. Esistono inoltre diversi schizzi e studi preparatori conservati in vari musei del mondo.

## Descrizione
Quest'olio su tela è un dipinto di storia che illustra il momento del giuramento del Grütli, il quale vide i delegati dei cantoni di Uri, dello Svitto e di Untervaldo giurare di liberarsi dal giogo degli Asburgo sul prato di Grütli (Rütli in tedesco), nel 1307. I tre individui sono rappresentati con le mani al centro, una sopra l'altra, e mentre guardano verso il cielo alzando l'altro braccio. I tre personaggi indossano delle armature e la figura al centro brandisce una spada. Dietro di loro un raggio di luce squarcia il cielo pieno di nubi nere.
Le figure sono viste di sotto in su e sembrano allungate, mentre in alto al centro tra le nubi spunta una luce soprannaturale: Füssli aveva fatto un viaggio in Italia in quel periodo e aveva potuto studiare le opere dei manieristi, in particolare i dipinti del Parmigianino, di Jacopo da Pontormo e del Rosso Fiorentino. L'opera si distacca rispetto ai canoni artistici che avevano caratterizzato l'arte tardobarocca e che erano alla base dell'arte neoclassica, allora nascente, in quanto Füssli non delineò dei contorni precisi per le figure, adoperò delle pennellate larghe e lasciò uno sfondo abbastanza vago. L'opera spesso viene messa in confronto con un'altra celebre opera di quel periodo, Il giuramento degli Orazi di Jacques-Louis David, del 1784, in quanto il tema che unisce queste opere è un giuramento effettuato da tre guerrieri. Tuttavia, se la tela davidiana appartiene allo stile neoclassico, l'opera dell'artista svizzero si avvicina di più a uno stile che ricerca il sublime.